# Red (албум Тејлор Свифт)
Red је четврти студијски албум америчке певачице и кантауторке Тејлор Свифт. Албум је објављен 22. октобра 2012. године, а посредством дискографске куће Big Machine Records. Овај албум представља преломну тачку у каријери Тејлор Свифт и донео јој je још већу слободу у изражавању кроз музику. Red обухвата различите жанрове, укључујући  кантри, поп, рок и електронску музику, што га чини једним од најразноврснијих албума. С текстовима који се баве темама љубави, среће и разочарања, овај албум је освојио срца многих фанова и стекао похвале критичара.
Албум Red је постигао значајан комерцијални успех. Албум је освојио награду Греми у категорији за најбољи кантри албум и албум године. У Сједињеним Америчким Државама, албум је достигао прву позицију на Билборд 200 листи и био је на топ листама многих других земаља, док је у самој првој недељи албум продат у  1,21 милионa примерака широм света. 

## O албуму
Red је албум који је певачица написала после раскида који није много утицао на причу о бившим партнерима Тејлор Свифт, али то је није обесхрабрило. Заправо, за албум који је означио веома важну прелазну фазу у њеној каријери, чинило се да певачица није много бринула  о туђем мишљењу. Није се окренула поп музици зарад популарности, већ као начин учења и промене. Суочена са два велика раскида,  пише албум који представља звук уметнице која се неодговорно понаша за воланом, нагло скрећући са пута, тражећи нешто што би заиста могло ухватити осећај прекида везе у раним двадесетим годинама. Инспирација за сам назив албума Red, како је навела певачица су, различите емоције које су приказане кроз сам албум, а које су углавном везане за јако бурне емотивне односе кроз које је певачица пролазила. Такође је навела да су све те емоције; интензивна љубав, збуњеност, разочарање, за њу црвене. Управо је то била инспирација за назив албума. 
Албум се састоји од 16 песама и садржи хитове као што су "We Are Never Ever Getting Back Together", "I Knew You Were Trouble" и "22". Први сингл са албума је "We Are Never Ever Getting Back Together", а његов музички видео премијерно је приказан на CMT, MTV и TeenNick. Сингл са албума објављен је сваког уторка уочи издања, почевши од уторка, 25. септембра 2012.

## Снимање и продукција
Албум Red, Тејлор Свифт је снимала у периоду од неколико месеци 2012. године. Главни део снимања обављен је у студију Blackbird у Нешвилу, Тексас, док су додатне сесије одржане у студију The Village Studios у Лос Анђелесу, Калифорнија. Свифт је сарађивала са разним продуцентима како би створили звук албума. У процесу стварања албума,  Тејлор је применила различите музичке стилове, укључујући поп, кантри, рок и денс. Овај  приступ допринео је разноврсности и богатству звука албума.  Као главна извођач, Тејлор је била одговорна за писање текстова свих песама на албуму.Тејлор Свифт је била препунa материјала током писања албума Red и нашла је идеје за песме као што је "Treacherous" на путу  до студија. Када је дошло време да се заиста сними албум, написала је 30 песама. Свифт је скратила тих 30 песама на 16, а резултат је био њено најобимније и најбоље дело. "То је било врста метафоре за то колико је хаотичан прави раскид, и ово је мој једини албум о раскиду", каже Свифт.   Написала је све песме самостално или у сарадњи са другим текстописцима и музичарима. На албуму, Тејлор је сарађивала са различитим сарадницима на албуму, али је важно споменути и британског музичара Ед Ширана са којим је радила на песми "Everything Has Changed", као и Гарија Лајтбадија из групе Snow Patrol са којим је сарађивала на песми "Тhe Last Time".
Тејлор је позната по изразитом личном ауторству и преносу својих искуства и емотивних тренутака у текстове песама. Ово се види у стиховима песама као што су "All Too Well", "I Almost Do" и "Begin Again". Својим искреним писањем, Тејлор је успела да задобије срца слушалаца и створила музику која се дубоко повезује са људима. 
Укратко, Тејлор Свифт је била главни аутор свих песама на албуму Red, док је сарађивала са талентованим музичарима и текстописцима. Њено искрено писање и емотивни стихови омогућили су јој да створи албум који се поистовећује са многим људима широм света.

## Попис песама

### Стандардно издање
| Бр. | Песма                                                    | Текстописац                       | Трајање |
| --- | -------------------------------------------------------- | --------------------------------- | ------- |
| 1.  | "State of Grace"                                         | Тејлор Свифт                      | 4:55    |
| 2.  | "Red"                                                    | Тејлор Свифт                      | 3:43    |
| 3.  | "Treacherous"                                            | Тејлор Свифт, Ден Вилсон          | 4:02    |
| 4.  | "I Knew You Were A Trouble"                              | Тејлор Свифт, Макс Мартин, Шелбек | 3:39    |
| 5.  | "All Too Well"                                           | Тејлор Свифт, Чепмен              | 5:29    |
| 6.  | "22"                                                     | Тејлор Свифт, Макс Мартин, Шелбек | 3:52    |
| 7.  | "I Almost Do"                                            | Тејлор Свифт                      | 4:04    |
| 8.  | "We Are Never Ever Getting Back Together"                | Тејлор Свифт, Макс Мартин, Шелбек | 3:13    |
| 9.  | "Stay, Stay, Stay"                                       | Тејлор Свифт                      | 3:25    |
| 10. | "The Last Time" (ft. Гари Лајтбади iz grupe Snow Patrol) | Тејлор Свифт, Џекнајф Ли          | 4:59    |
| 11. | "Holy Ground"                                            | Тејлор Свифт                      | 3:22    |
| 12. | "Sad Beautiful Tragic"                                   | Тејлор Свифт                      | 4:44    |
| 13. | "The Lucky One"                                          | Тејлор Свифт                      | 4:00    |
| 14. | "Everything Has Changed" (ft. Ед Ширан)                  | Тејлор Свифт, Ед Ширан            | 4:05    |
| 15. | "Starlight"                                              | Тејлор Свифт                      | 3:40    |
| 16. | "Begin Again"                                            | Тејлор Свифт                      | 3:57    |

### Deluxe издање
| Бр. | Песма                                    | Текстописац  | Трајање |
| --- | ---------------------------------------- | ------------ | ------- |
| 1.  | "Тhe Moment I Knew"                      | Тејлор Свифт | 4:45    |
| 2.  | "Come Back...Be Here"                    | Тејлор Свифт | 3:42    |
| 3.  | "Girl At Home"                           | Тејлор Свифт | 3:40    |
| 4.  | "Treacherous" (original demo recording)" | Тејлор Свифт | 3:59    |
| 5.  | "Red (original demo recording)"          | Тејлор Свифт | 3:46    |
| 6.  | "State of Grace (acoustic version)"      | Тејлор Свифт |         |